# Digitally Imported
Digitally Imported (DI.FM, DI Radio) — интернет-радиостанция, транслирующая электронную музыку практически во всех популярных стилях, таких как хаус, техно, транс, драм-н-бейс, лаунж и других, на более чем 70 каналах. Станция была основана в рамках хобби-проекта Ари Шохата в 1999 году, став одной из первых интернет-радиостанций в мире. За всё время своего существования станция получила признание как ведущая электронная радиостанция, а также получила премию Best Global Radiostation на International Dance Music Awards в марте 2010. Digitally Imported Inc., владелец DI.FM, также транслирует поп-музыку, джаз и музыку других неэлектронных стилей и жанров через интернет-радиостанции JAZZRADIO.com и RadioTunes.com (бывшая SKY.FM), таким образом обеспечивая вещание более чем 160 каналов.
Станция известна прежде всего вещанием популярных радиошоу таких популярных диджеев, как John 00 Fleming, Армин ван Бюрен, Ферри Корстен, Крис Либинг, Маркус Шульц и многих других.
DI.FM принимала участие в «Дне молчания» против высокой стоимости интернет-радио в 2002 году и в 2007 году.

## Формат вещания
Бесплатно:
- 64 & 40 kbit/sec AAC-HE

Платно ($5–7 в месяц в зависимости от срока подписки, без рекламы):
- 320 kbit/sec MP3
- 128 kbit/sec AAC
- 64 & 40 kbit/sec AAC-HE